# Magnolia virginiana
Magnolia virginiana is een plantensoort uit de tulpenboomfamilie (Magnoliaceae). Het is een zowel groenblijvende als bladverliezende boom die tot 10 meter hoog kan worden. Of de boom bladverliezend of groenblijvend is, hangt af van het klimaat; het is groenblijvend in gebieden met mildere winters in het zuiden van zijn verspreidingsgebied, en is semi-groenblijvend of bladverliezend verder naar het noorden. De soort staat op de Rode Lijst van de IUCN geklasseerd als 'niet bedreigd'.
De soort komt voor van Texas tot in het oosten van de Verenigde Staten en op het eiland Cuba. Hij groeit daar in natte zure zandige onvruchtbare bodems en moerassen op lage hoogten. Komt verder ook voor in moerassen, baaien, lage natte bossen en savannes, voornamelijk in kustvlaktes en lagere heuvels van zeeniveau tot 540 meter hoogte.
De bladeren worden gebruikt als smaakmaker in jus of worden gebruikt om thee te trekken. Van de schors kan een thee gemaakt worden met geneeskrachtige eigenschappen, onder andere tegen verkoudheid en andere luchtwegklachten. Van de vruchten wordt een tonicum gemaakt die gebruikt kan worden tegen algehele malaise. Uit de bloemen wordt een etherische olie gewonnen die gebruikt wordt in parfums. Het geelkleurige hout is aromatisch en wordt gebruikt voor meubels en bezemstelen.